# Primera divisió espanyola de futbol 1967-1968
Encara que l'Atlètic de Madrid va dominar la primera volta, el Reial Madrid va tornar a guanyar la lliga, amb tres punts de diferència amb el FC Barcelona. L'UD Las Palmas va ser la revelació de la lliga, quedant tercera.

## Equips participants
| Equips          | Ciutat        | Estadi                |
| --------------- | ------------- | --------------------- |
| Atlético Bilbao | Bilbao        | San Mamés             |
| Atlético Madrid | Madrid        | Vicente Calderón      |
| Barcelona       | Barcelona     | Camp Nou              |
| Córdoba         | Còrdova       | El Arcángel           |
| Elx             | Elx           | Altabix               |
| Espanyol        | Barcelona     | Sarrià                |
| Las Palmas      | Las Palmas    | Insular               |
| Málaga          | Màlaga        | La Rosaleda           |
| Pontevedra      | Pontevedra    | Pasarón               |
| Real Betis      | Sevilla       | Benito Villamarín     |
| Real Madrid     | Madrid        | Santiago Bernabéu     |
| Reial Societat  | Sant Sebastià | Atotxa                |
| Sabadell        | Sabadell      | Creu Alta             |
| Sevilla         | Sevilla       | Ramón Sánchez Pizjuán |
| València        | València      | Mestalla              |
| Zaragoza        | Saragossa     | La Romareda           |

## Classificació general
| Pos | Equip              | PJ | PG | PE | PP | GF | GC | DG  | Pts | Classificació o descens      |
| --- | ------------------ | -- | -- | -- | -- | -- | -- | --- | --- | ---------------------------- |
| 1   | Real Madrid (C)    | 30 | 16 | 10 | 4  | 55 | 26 | +29 | 42  | Clas. per la Copa d'Europa   |
| 2   | Barcelona          | 30 | 15 | 9  | 6  | 48 | 29 | +19 | 39  | Clas. per la Recopa d'Europa |
| 3   | Las Palmas         | 30 | 17 | 4  | 9  | 56 | 41 | +15 | 38  |                              |
| 4   | València           | 30 | 13 | 8  | 9  | 52 | 38 | +14 | 34  | Convidat a la Copa de Fires  |
| 5   | Zaragoza           | 30 | 13 | 7  | 10 | 43 | 34 | +9  | 33  | Convidat a la Copa de Fires  |
| 6   | Atlético Madrid    | 30 | 12 | 9  | 9  | 38 | 32 | +6  | 33  | Convidat a la Copa de Fires  |
| 7   | Atlético Bilbao    | 30 | 11 | 10 | 9  | 51 | 28 | +23 | 32  | Convidat a la Copa de Fires  |
| 8   | Pontevedra         | 30 | 12 | 7  | 11 | 36 | 41 | −5  | 31  |                              |
| 9   | Espanyol           | 30 | 12 | 5  | 13 | 48 | 44 | +4  | 29  |                              |
| 10  | Elx                | 30 | 9  | 9  | 12 | 29 | 37 | −8  | 27  |                              |
| 11  | Málaga             | 30 | 11 | 5  | 14 | 30 | 39 | −9  | 27  |                              |
| 12  | Sabadell           | 30 | 10 | 6  | 14 | 34 | 51 | −17 | 26  |                              |
| 13  | Córdoba (O)        | 30 | 11 | 3  | 16 | 35 | 57 | −22 | 25  | Promoció de descens          |
| 14  | Reial Societat (O) | 30 | 9  | 6  | 15 | 38 | 43 | −5  | 24  | Promoció de descens          |
| 15  | Real Betis (R)     | 30 | 8  | 4  | 18 | 30 | 58 | −28 | 20  | Descens a Segona Divisió     |
| 16  | Sevilla (R)        | 30 | 6  | 8  | 16 | 31 | 56 | −25 | 20  | Descens a Segona Divisió     |

## Resultats
| Casa \ Fora     | ATB | ATM | BAR | BET | CÓR | ELC | ESP | LPA | MÁL | PON | RMA | RSO | SAB | SEV | VAL | ZAR |
| --------------- | --- | --- | --- | --- | --- | --- | --- | --- | --- | --- | --- | --- | --- | --- | --- | --- |
| Atlético Bilbao | —   | 6–1 | 0–0 | 8–0 | 3–0 | 3–0 | 1–2 | 0–1 | 4–0 | 1–1 | 1–2 | 1–1 | 1–1 | 2–0 | 1–0 | 2–0 |
| Atlético Madrid | 2–0 | —   | 0–1 | 0–0 | 5–0 | 2–1 | 0–0 | 1–2 | 4–2 | 3–0 | 1–1 | 2–1 | 2–0 | 3–3 | 0–0 | 0–1 |
| CF Barcelona    | 1–0 | 1–1 | —   | 2–1 | 3–2 | 4–2 | 1–0 | 2–0 | 1–0 | 4–0 | 1–1 | 0–0 | 3–1 | 3–0 | 1–1 | 4–0 |
| Betis           | 0–3 | 0–2 | 4–3 | —   | 1–0 | 1–0 | 1–4 | 4–2 | 2–0 | 0–1 | 1–2 | 4–1 | 2–3 | 0–0 | 0–2 | 2–1 |
| Córdoba CF      | 2–1 | 0–1 | 0–1 | 3–0 | —   | 3–0 | 1–0 | 2–1 | 2–3 | 3–1 | 3–3 | 2–0 | 2–1 | 1–1 | 1–1 | 1–0 |
| Elx CF          | 1–0 | 1–0 | 0–2 | 1–0 | 3–0 | —   | 1–0 | 2–0 | 1–0 | 0–0 | 0–0 | 5–0 | 1–1 | 4–2 | 1–0 | 0–1 |
| RCD Espanyol    | 1–1 | 0–1 | 1–0 | 4–0 | 1–2 | 1–1 | —   | 3–2 | 4–1 | 4–1 | 0–4 | 2–0 | 3–1 | 4–0 | 4–5 | 1–1 |
| UD Las Palmas   | 1–0 | 4–1 | 4–1 | 3–1 | 4–1 | 3–1 | 2–0 | —   | 1–1 | 5–0 | 2–2 | 2–1 | 1–0 | 4–1 | 2–1 | 2–1 |
| CD Málaga       | 2–2 | 0–1 | 1–1 | 0–0 | 0–1 | 2–0 | 1–0 | 2–0 | —   | 3–1 | 1–0 | 2–0 | 1–3 | 0–0 | 0–0 | 2–2 |
| Pontevedra CF   | 1–1 | 1–1 | 1–0 | 1–1 | 3–1 | 1–0 | 3–0 | 3–0 | 1–0 | —   | 3–0 | 2–0 | 0–0 | 4–1 | 1–0 | 1–0 |
| Real Madrid     | 0–0 | 0–0 | 1–1 | 3–0 | 4–0 | 2–0 | 2–2 | 2–1 | 3–0 | 1–0 | —   | 9–1 | 2–0 | 1–0 | 0–2 | 3–2 |
| Reial Societat  | 1–1 | 2–0 | 1–1 | 1–0 | 5–1 | 5–0 | 0–1 | 0–1 | 0–0 | 1–0 | 0–1 | —   | 6–0 | 5–1 | 2–0 | 2–0 |
| CE Sabadell FC  | 1–2 | 1–0 | 1–1 | 3–1 | 2–1 | 1–2 | 2–1 | 2–2 | 1–2 | 1–0 | 2–4 | 1–0 | —   | 2–2 | 2–0 | 1–0 |
| Sevilla CF      | 2–3 | 0–2 | 2–1 | 2–3 | 1–0 | 1–0 | 3–0 | 0–1 | 0–2 | 2–2 | 0–2 | 0–0 | 1–0 | —   | 2–0 | 1–2 |
| València CF     | 3–3 | 3–1 | 1–2 | 2–1 | 5–0 | 1–1 | 2–3 | 2–2 | 2–1 | 6–2 | 2–0 | 3–2 | 1–0 | 4–2 | —   | 3–1 |
| Zaragoza        | 1–0 | 1–1 | 3–2 | 1–0 | 3–0 | 3–1 | 4–2 | 4–1 | 0–0 | 2–1 | 0–0 | 1–0 | 7–0 | 1–1 | 0–0 | —   |

## Promoció de descens
| Equip 1         | Global | Equip 2        | Anada | Tornada |
| --------------- | ------ | -------------- | ----- | ------- |
| Real Valladolid | 0-1    | Reial Societat | 0-1   | 0-0     |
| Córdoba         | 6-1    | Calvo Sotelo   | 3-0   | 3-1     |

## Resultats finals
- Copa d'Europa: Reial Madrid
- Recopa d'Europa: FC Barcelona
- Descensos: Sevilla FC i Betis
- Ascensos: Deportivo La Coruña i Granada CF

## Màxims golejadors
| Posició | Golejador           | Equip           | Gols |
| ------- | ------------------- | --------------- | ---- |
| 1       | Fidel Uriarte       | Atlético Bilbao | 22   |
| 2       | Luis Aragonés       | Atlético Madrid | 16   |
| 3       | Julián Roldán       | Pontevedra      | 13   |
| 4       | José Juan Gutiérrez | Las Palmas      | 12   |
| 4       | José Antonio Zaldúa | Barcelona       | 12   |
| 4       | Fernando Ansola     | València        | 12   |
| 4       | Justo Gilberto      | Las Palmas      | 12   |
| 4       | Antonio Arieta      | Atlético Bilbao | 12   |